# Haszina Vazed
Sejk Haszina Vazed (Tungipara, Pakisztáni Domínium, 1947. szeptember 28. –) bangladesi politikus, a szekuláris Áojámi Liga  vezetője, az ország alapító elnökének, Mudzsibur Rahmán sejknek a leánya. 1996 júniusa és 2001 júliusa között Banglades tizedik miniszterelnöke volt, majd 2009 januárja és 2024 augusztusa között ismét betöltötte a pozíciót. Összesen több mint 20 évig volt hivatalban, így Banglades történetének leghosszabb ideig hivatalban lévő miniszterelnöke. Kormányzása alatt az ország a demokrácia útjáról letérve választási autokráciává alakult, ahol a hatalom erőszakosan lépett fel mind a kritikusaival, mind az ellenzékkel szemben.

## Élete
India és Pakisztán – mely akkor nyugaton és keleten, két össze nem függő területből álló ország volt – függetlenségének évében, 1947-ben született a kelet-pakisztáni Tungiparában. Apja, Mudzsibur Rahmán sejk rendszeresen börtönbe került az ellenzéki politikai tevékenysége miatt, s az 1960-as évek vége felé – miközben a Dakkai Egyetemre járt – gyakorta ő maga volt büntetését töltő apja politikai összekötője. Amikor a nyelvi, kulturális és politikai elnyomástól szenvedő Kelet-Pakisztán az 1971-es függetlenségi háborúban Banglades néven kivívta függetlenségét, már ismert diákvezér volt.
Éppen Németországban tartózkodott, amikor az 1975-ös puccs során katonák rontottak a családi házukba, megölték elnök apját, az anyját és három fiútestvérét. A következő hat évet önkéntes indiai száműzetésben töltötte, de mindeközben bekerült a dél-ázsiai dinasztikus politika örvényébe, ahogyan a Bhuttók Pakisztánban, a Nehru-Gandhi família Indiában, vagy a Bandaranaikék Srí Lankán. Az apja pártja, az Áojámi Liga 1981-ben a vezetőjévé választotta, melynek eredményeként haza is tért, hogy elkötelezze magát Banglades demokratikus átalakítása iránt.
Politikai riválisával, Ziaur Rahman özvegyével, Haleda Ziával szövetséget kötve harcot hirdetett a katonai kormányzat ellen, amiért is gyakran került börtönbe vagy házi őrizetbe, míg végül a 16 évi tartó katonai önkényuralom után 1991-ben megtartották az ország első demokratikus választását, amelyet során alulmaradt Ziával szemben. A következő, 1996-os választás már az Áojámi Liga győzelmével zárult, s bár a rátermettségét jelezte az Indiával aláírt vízmegosztási megállapodás és a békekötés az ország délkeleti törzsi lázadóival, de öt évvel később, 2001-ben a Zia vezette Bangladesi Nemzeti Párt visszaszerezte a hatalmat.
Túlélte a 2004-es merényletkísérletet, amikor egy pártgyűlés elleni bombatámadásban huszonegyen haltak meg. Az országot ismét eluraló káosz 2007-ben ismét katonai kormányzásba torkollott, s ellene korrupciós perek indultak. Ismét börtönbe került, de 2008-ban orvosi kezelés miatt kiengedték az Egyesült Államokba. Töretlen kitartásának, valamint – az egyetlen szavára – az utcára vonuló követőinek köszönhetően visszatért hazájába, nagy fölénnyel megnyerte a választást, és 2009 óta négy, egymást követő kormányzati cikluson át irányította Bangladest.
2016 novemberében ellátogatott a Budapesten zajló víz-világtalálkozóra, melynek alkalmával kétoldalú tárgyalást folytatott Orbán Viktor  miniszterelnökkel az Országházban, s az első magyar–bangladesi csúcstalálkozón a két fél képviselői három (vízgazdálkodási, mezőgazdasági és konzultációs) együttműködési szándéknyilatkozatot is aláírtak.
Miniszterelnöki hivatali ideje alatt Banglades a demokrácia szintjén visszaesést mutatott. A Human Rights Watch széles körben elterjedt eltűnéseket és bírósági eljáráson kívüli gyilkosságokat dokumentált a kormánya alatt. Sok ellenzéki politikus és újságíró ellen szisztematikusan felléptek vagy bírósági úton büntettek meg, amiért megkérdőjelezték az intézkedéseit vagy a nézeteit.
2024. augusztus 5-én közölt hírek szerint az országos elégedetlenséget és a heves kormányellenes tüntetéseket követően lemondott hivataláról és elmenekült az országból. 2024-es lemondása előtt ő volt a világ leghosszabb ideig hivatalban lévő női kormányfője. A Forbes több évben is a világ száz legbefolyásosabb nője közé sorolta.